# Bárbaro Morgan
Bárbaro Julio Morgan Soroa (ur. 4 grudnia 1951 we Floridzie w prowincji Camagüey, zm. 31 stycznia 2018 tamże) – kubański zapaśnik walczący w stylu wolnym. Trzykrotny olimpijczyk. Zajął piąte miejsce w Monachium 1972; ósme w Montrealu 1976 i siódme w Moskwie 1980. Startował w kategoriach 90 – 100 kg.
Brązowy medalista mistrzostw świata w 1978 i szósty w 1979. Wicemistrz igrzysk panamerykańskich w 1971, 1975 i 1979. Triumfator igrzysk Ameryki Środkowej i Karaibów w 1974 i 1978. Trzeci w Pucharze Świata w 1978 i 1979 roku.
Złoty medalista Igrzysk Panamerykańskich w 1983 w sambo.